# Dobrichka
El municipio de Dobrichka (búlgaro: Община Добричка) es un municipio búlgaro perteneciente a la provincia de Dobrich.
En 2011 tiene 22 081 habitantes, el 51,97% búlgaros, el 19,87% gitanos y el 16,29% turcos.
El municipio comprende las áreas rurales ubicadas alrededor de la capital provincial Dobrich. La sede administrativa de Dobrichka se halla en la misma ciudad de Dobrich, a pesar de que la ciudad forma por sí sola otro municipio y no pertenece a Dobrichka.

## Localidades
El municipio comprende 68 pueblos:
| - Altsek - Batovo - Bdintsi - Benkovski - Bogdan - Bozhurovo - Branishte - Cherna - Debrene - Dobrevo - Dolina - Donchevo - Draganovo - Dryanovets - Enevo - Feldfebel Dyankovo - General Kolevo - Geshanovo - Hitovo - Kamen - Karapelit - Kotlentsi - Kozloduytsi - Kragulevo - Lomnitsa - Lovchantsi - Lyaskovo - Malka Smolnitsa - Medovo - Metodievo - Miladinovtsi - Novo Botevo - Odartsi - Odrintsi | - Opanets - Orlova Mogila - Ovcharovo - Paskalevo - Pchelino - Pchelnik - Plachi Dol - Pobeda - Podslon - Polkovnik Ivanovo - Polkovnik Minkovo - Polkovnik Sveshtarovo - Popgrigorovo - Prilep - Primortsi - Rosenovo - Samuilovo - Svoboda - Slaveevo - Sliventsi - Smolnitsa - Sokolnik - Stefan Karadzha - Stefanovo - Stozher - Tsarevets - Tyanevo - Vedrina - Vladimirovo - Vodnyantsi - Vrachantsi - Vratarite - Zhitnitsa - Zlatia |